# Michael Jung

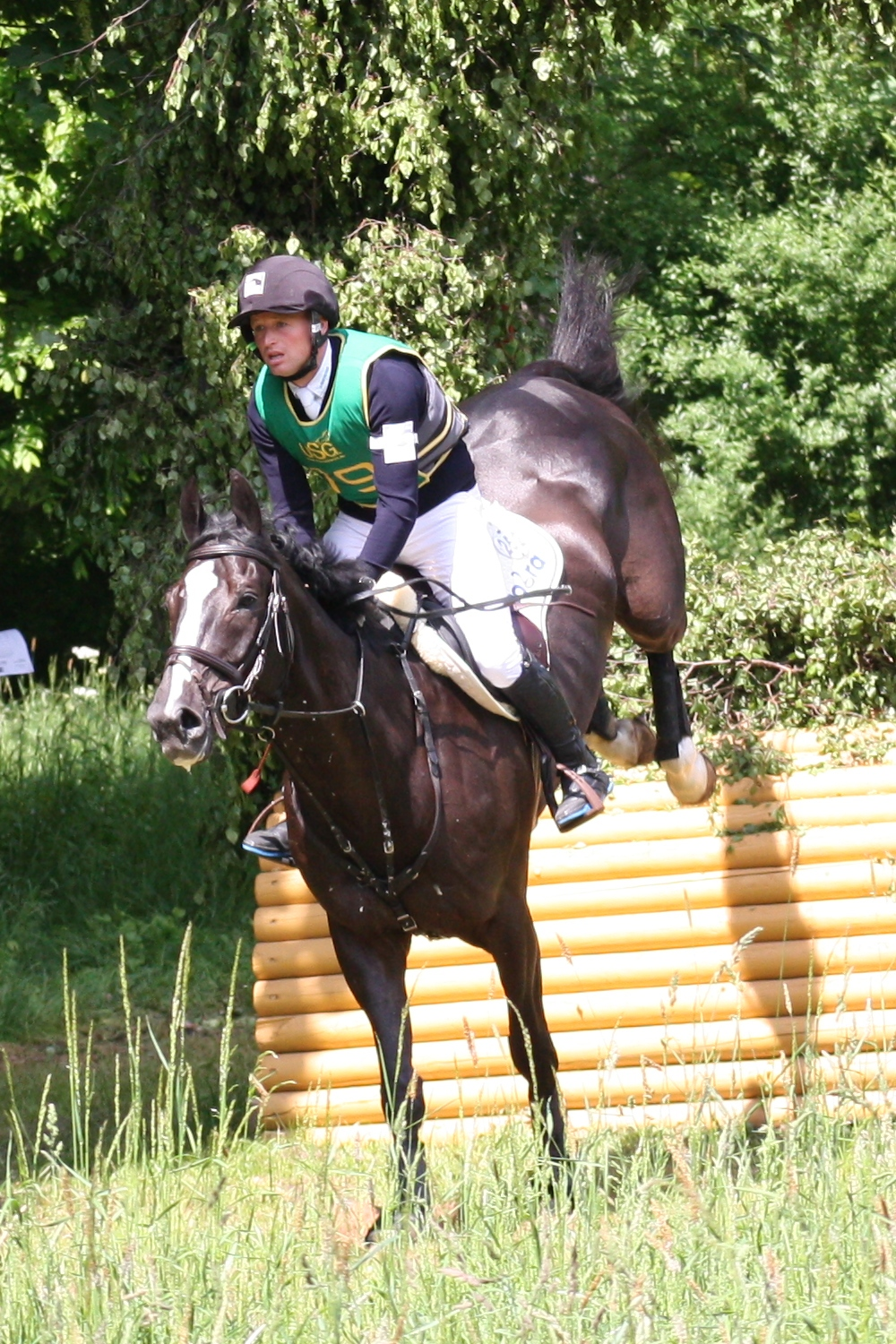
În 2013

Michael Jung (n. 31 iulie 1982, Bad Soden am Taunus, Republica Federală Germania, Germania) este un călăreț german, specializat în proba de concurs complet (dresaj-cros-obstacole).
Jung a fost de patru ori campion olimpic, de trei ori campion mondial și de șapte ori campion european. Este singurul călăreț care a câștigat trei medalii olimpice de aur la individual, în anii 2012, 2016 și 2024.

## Palmares
| An   | Competiție           | Locație                      | Loc | Eveniment  | Note                   |
| ---- | -------------------- | ---------------------------- | --- | ---------- | ---------------------- |
| 2009 | Campionatul European | Fontainebleau, Franța        | 3   | individual | pe Sam FBW             |
| 2010 | Campionatul Mondial  | Lexington, Statele Unite     | 1   | individual | pe Sam FBW             |
| 2011 | Campionatul European | Luhmühlen, Germania          | 1   | individual | pe Sam FBW             |
| 2011 | Campionatul European | Luhmühlen, Germania          | 1   | echipe     | pe Sam FBW             |
| 2012 | Jocurile Olimpice    | Londra, Marea Britanie       | 1   | individual | pe Sam FBW             |
| 2012 | Jocurile Olimpice    | Londra, Marea Britanie       | 1   | echipe     | pe Sam FBW             |
| 2013 | Campionatul European | Malmö, Suedia                | 1   | individual | pe Halunke FBW         |
| 2013 | Campionatul European | Malmö, Suedia                | 1   | echipe     | pe Halunke FBW         |
| 2014 | Campionatul Mondial  | Caen, Franța                 | 2   | individual | pe fischerRocana FST   |
| 2014 | Campionatul Mondial  | Caen, Franța                 | 1   | echipe     | pe fischerRocana FST   |
| 2015 | Campionatul European | Blair Atholl, Marea Britanie | 1   | individual | pe fischerTakinou      |
| 2015 | Campionatul European | Blair Atholl, Marea Britanie | 1   | echipe     | pe fischerTakinou      |
| 2016 | Jocurile Olimpice    | Rio de Janeiro, Brazilia     | 1   | individual | pe Sam FBW             |
| 2016 | Jocurile Olimpice    | Rio de Janeiro, Brazilia     | 2   | echipe     | pe Sam FBW             |
| 2017 | Campionatul European | Strzegom, Polonia            | 2   | individual | pe fischerRocana       |
| 2019 | Campionatul European | Luhmühlen, Germania          | 2   | individual | pe fischerChipmunk FRH |
| 2019 | Campionatul European | Luhmühlen, Germania          | 1   | echipe     | pe fischerChipmunk FRH |
| 2021 | Jocurile Olimpice    | Tokio, Japonia               | 8   | individual | pe Chipmunk FRH        |
| 2021 | Jocurile Olimpice    | Tokio, Japonia               | 4   | echipe     | pe Chipmunk FRH        |
| 2021 | Campionatul European | Avenches, Elveția            | 2   | echipe     | pe Wild Wave           |
| 2022 | Campionatul Mondial  | Rocca di Papa, Italia        | 1   | echipe     | pe fischerChipmunk FRH |
| 2024 | Jocurile Olimpice    | Paris, Franța                | 1   | individual | pe Chipmunk FRH        |
| 2024 | Jocurile Olimpice    | Paris, Franța                | 14  | echipe     | pe Chipmunk FRH        |

## Legături externe
Materiale media legate de Michael Jung la Wikimedia Commons
- en Michael Jung la Olympedia.org